# 草橋駅
草橋駅（そうきょうえき）は、中華人民共和国北京市豊台区新村街道にある、北京地下鉄10号線、19号線および大興機場線の駅。

## 歴史
- 2012年12月30日 - 10号線の駅が開業[2]。
- 2019年9月26日 - 大興機場線が開業[3]。
- 2021年12月31日 - 19号線が開業。

## 駅構造

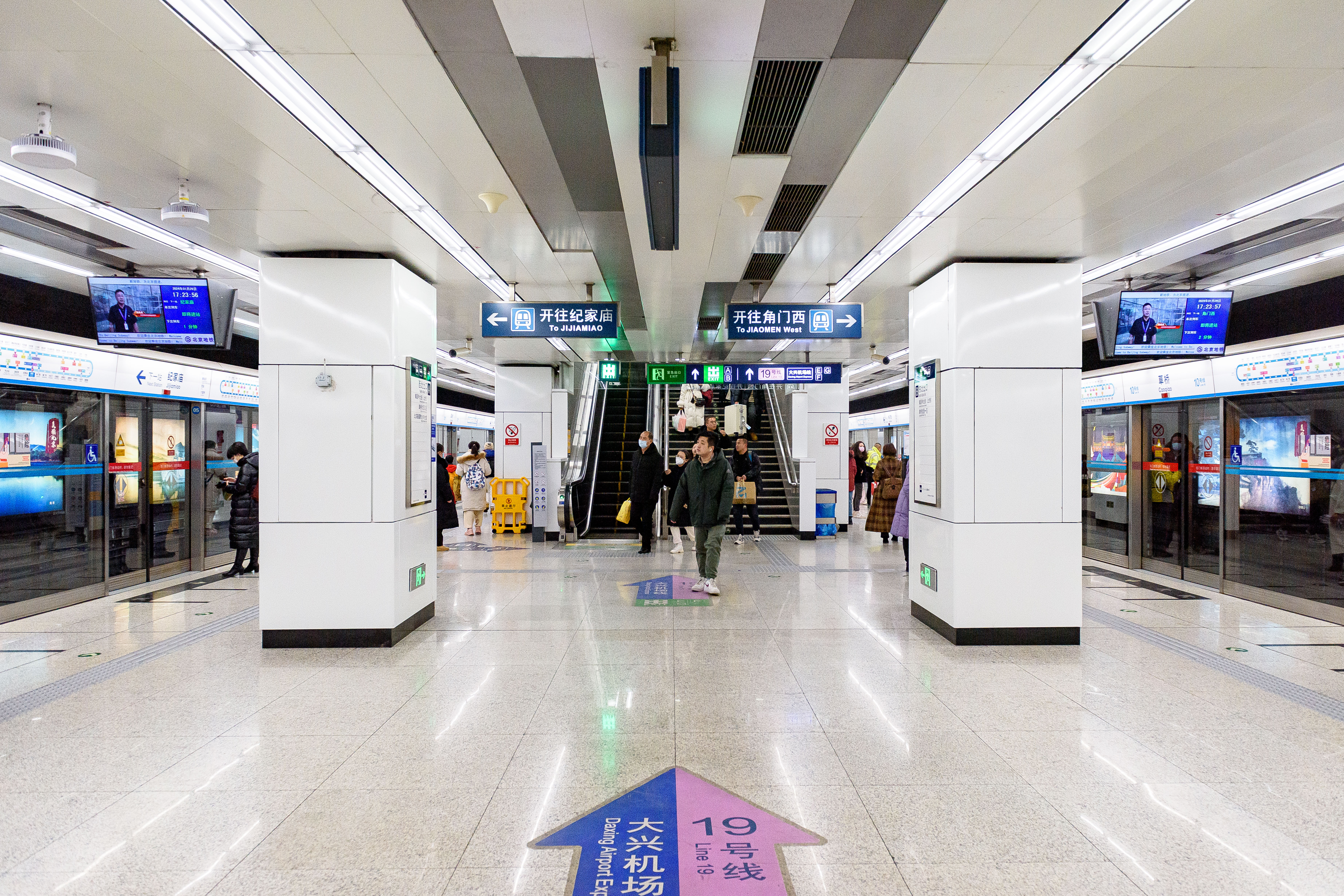
10号線ホーム

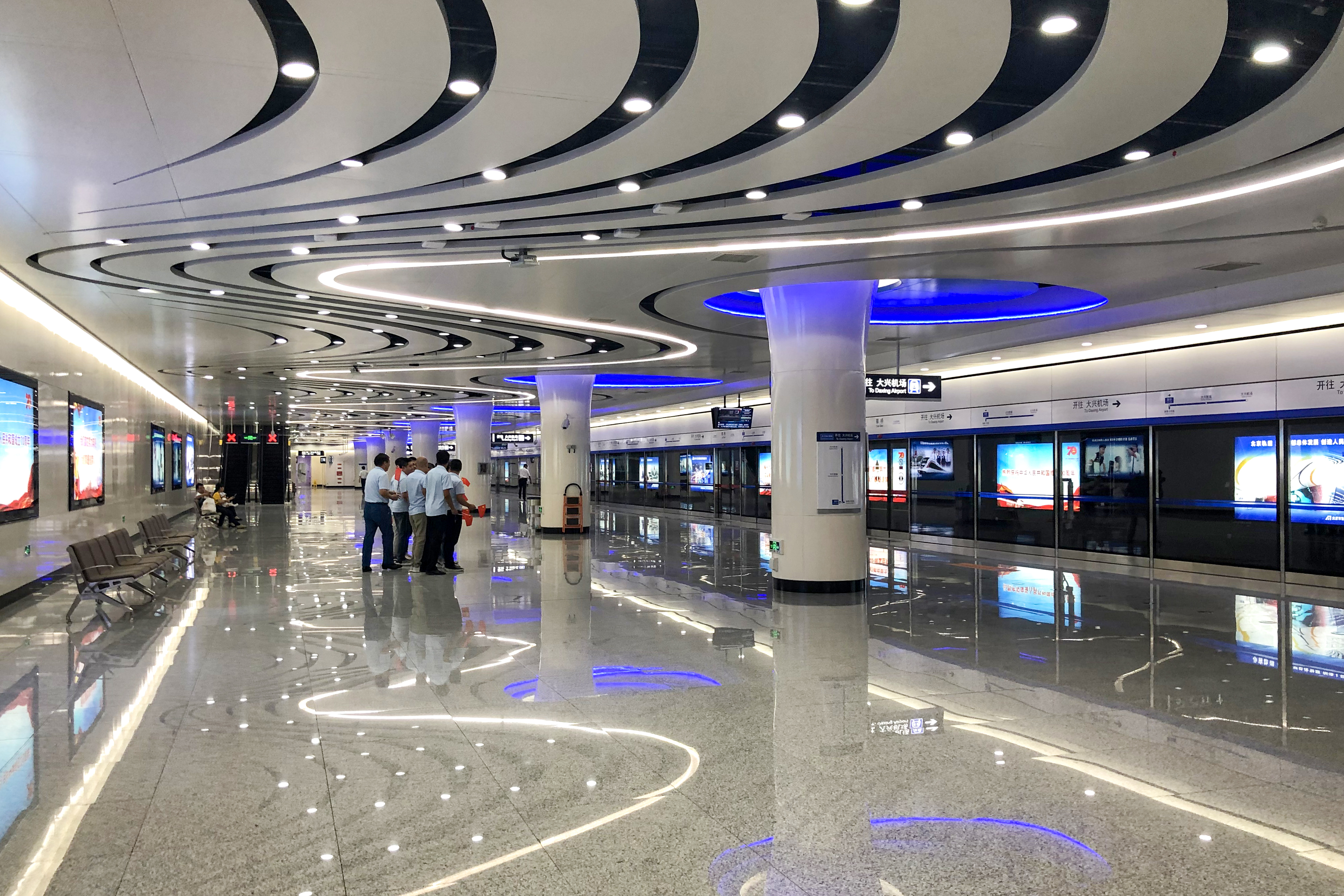
大興機場線ホーム

鎮国寺北街の真下にある地下駅で、島式ホーム1面2線を有する。出口はAとBの2箇所ある。
駅構内北側には《花样年华》と題するアートウォールが設置されている。

### のりば
案内上ののりば番号は設定されていない。
| 内回り | 10号線 | 豊台・巴溝・海淀黄荘方面 |
| 外回り | 10号線 | 宋家荘・国貿・三元橋方面 |

## 駅周辺
当駅は鎮国寺北街（東西方向）と草橋西路（南北方向）が交わる交差点の東側に位置する。
- ABC外語学校
- 北京市豊台区草橋小学
- 草橋欣園四区1/2/10/12/13/14
- 世界花卉大観園

## 隣の駅
北京地下鉄
 10号線
角門西駅 - 草橋駅 - 紀家廟駅
■大興機場線
草橋駅 - 大興新城駅